# Liste der Kulturdenkmale in Grosbous-Wahl
In der Liste der Kulturdenkmale in Grosbous-Wahl sind alle Kulturdenkmale der luxemburgischen Gemeinde Grosbous-Wahl aufgeführt (Stand: 27. September 2022).

## Kulturdenkmale nach Ortsteil

### Buschrodt
| Bild                 | Bezeichnung          | Lage                    | Beschreibung | Stufe | Eingetragen seit |
| -------------------- | -------------------- | ----------------------- | ------------ | ----- | ---------------- |
| ehemaliger Bauernhof | ehemaliger Bauernhof | 26, Angelsgronn (Karte) |              | IS    | 4. Februar 2019  |

### Dellen
| Bild           | Bezeichnung                                                                           | Lage                  | Beschreibung | Stufe | Eingetragen seit  |
| -------------- | ------------------------------------------------------------------------------------- | --------------------- | ------------ | ----- | ----------------- |
| Weitere Bilder | Kreuzerhöhungskapelle und der sie umgebende Platz mit der dort wachsenden alten Linde | rue du Lavoir (Karte) |              | IS    | 30. November 2017 |

### Grosbous
| Bild                                                                 | Bezeichnung                                                          | Lage                              | Beschreibung | Stufe | Eingetragen seit  |
| -------------------------------------------------------------------- | -------------------------------------------------------------------- | --------------------------------- | ------------ | ----- | ----------------- |
| Weitere Bilder                                                       | Gebäude                                                              | 13, rue d’Ettelbruck (Karte)      |              | PCN   | 29. Mai 2009      |
| Weitere Bilder                                                       | Kirche und Pfarrhaus                                                 | rue d’Arlon/rue de Mersch (Karte) |              | PCN   | 5. April 2019     |
| alte Schule                                                          | alte Schule                                                          | rue de Mersch (Karte)             |              | IS    | 8. Februar 1983   |
| Bauernhof („Prommenhaff“) mit Platz, Nebengebäuden, Garten und Wiese | Bauernhof („Prommenhaff“) mit Platz, Nebengebäuden, Garten und Wiese | 5, route de Bastogne (Karte)      |              | IS    | 26. Januar 1988   |
| Gebäude                                                              | Gebäude                                                              | 3, rue de Mersch (Karte)          |              | IS    | 31. Mai 2007      |
| Gebäude der ehemaligen Mühle                                         | Gebäude der ehemaligen Mühle                                         | 10, rue d’Ettelbruck (Karte)      |              | IS    | 2. Juli 2009      |
| Gebäude                                                              | Gebäude                                                              | 6, rue de Mersch (Karte)          |              | IS    | 3. September 2009 |
| Gebäude                                                              | Gebäude                                                              | 8, rue de Mersch (Karte)          |              | IS    | 3. September 2009 |
| Gebäude                                                              | Gebäude                                                              | 9, rue de Mersch (Karte)          |              | IS    | 15. Oktober 2009  |
| Gebäude                                                              | Gebäude                                                              | 10, rue de Mersch (Karte)         |              | IS    | 3. September 2009 |
| Gebäude                                                              | Gebäude                                                              | 12, rue de Mersch (Karte)         |              | IS    | 3. September 2009 |
| Gebäude                                                              | Gebäude                                                              | 14, rue de Mersch (Karte)         |              | IS    | 3. September 2009 |
| Gebäude                                                              | Gebäude                                                              | 16, rue de Mersch (Karte)         |              | IS    | 3. September 2009 |
| Gebäude                                                              | Gebäude                                                              | 1, rue du Brill (Karte)           |              | IS    | 3. September 2009 |
| Gebäude                                                              | Gebäude                                                              | 8, rue d’Ettelbruck (Karte)       |              | IS    | 2. November 2009  |

### Rindschleiden
| Bild           | Bezeichnung          | Lage               | Beschreibung               | Stufe | Eingetragen seit |
| -------------- | -------------------- | ------------------ | -------------------------- | ----- | ---------------- |
| Weitere Bilder | Kirche St-Willibrord | (Karte)            |                            | PCN   | 6. Januar 1938   |
| Weitere Bilder | ehemaliger Bauernhof | Haus Nr. 3 (Karte) | heute Museum Thillenvogtei | IS    | 11. Oktober 2018 |

### Turelbaach
| Bild | Bezeichnung          | Lage    | Beschreibung | Stufe | Eingetragen seit  |
| ---- | -------------------- | ------- | ------------ | ----- | ----------------- |
|      | Turelbaacher Schloss | (Karte) |              | PCN   | 2. September 2022 |

### Wahl
| Bild     | Bezeichnung               | Lage                    | Beschreibung | Stufe | Eingetragen seit  |
| -------- | ------------------------- | ----------------------- | --- | ----- | ----------------- |
| Wohnhaus | Wohnhaus                  | 5, rue Faubourg (Karte) | | PCN   | 16. Oktober 2015  |
|          | Archäologische Fundstätte | Kassel (Karte)          | teilweise auf dem Gemeindegebiet von Rambruch (siehe auch Liste der Kulturdenkmale in Rambruch#Escheid)                                     | PCN   | 22. November 2019 |
|          | Archäologische Fundstätte | Kassel (Karte)          | teilweise auf dem Gemeindegebiet von Rambruch (siehe auch Liste der Kulturdenkmale in Rambruch#Escheid), das Schutzgebiet wurde vergrößert. | PCN   | 28. Februar 2020  |

Legende: PCN – Immeubles et objets bénéficiant des effets de classement comme patrimoine culturel national; IS – Immeubles et objets inscrits à l’inventaire supplémentaire

## Quelle
- Liste des immeubles et objets beneficiant d’une protection nationales, Nationales Institut für das gebaute Erbe, Fassung vom 12. September 2022, S. 45 f. (PDF)

- Karte mit allen Koordinaten:
- OSM |
- WikiMap